# Wielki Most Seto
Wielki Most Seto (jap. 瀬戸大橋 Seto Ō-hashi) – system mostów i wiaduktów ponad cieśninami Morza Wewnętrznego (Seto-naikai), o łącznej długości 13,1 km, zbudowany w latach 1978–1988. 
Trasa łączy miasto Sakaide na wyspie Sikoku (Shikoku) i miasto Kurashiki na wyspie Honsiu (Honshū). Do budowy, ustawienia pylonów, wykorzystano pięć wysepek Shiwaku (Shiwaku-shotō) usytuowanych pomiędzy brzegami głównych wysp. Mosty mają nazwy własne, najdłuższy z nich, południowy Bisan-Seto ma 1,648 km. 
Przejazd Wielkim Mostem Seto jest płatny. 
Most został otwarty 10 kwietnia 1988. Głównym materiałem z jakiego został wykonany jest stal. Koszt budowy wyniósł ponad 7 mld USD. Most ma dwa poziomy: dolny dla kolei i górny drogowy. Na poziomie drogowym biegnie autostrada E30 Seto-Chuo Expressway. 
Konstrukcja Wielkiego Mostu Seto to m.in.: trzy mosty wiszące, dwa wantowe, jeden most kratownicowy i cztery wiadukty. Południowy most Bisan-Seto (Minami Bisan-Seto Bridge), najdłuższy z wiszących, ma przęsło główne długości 1100 m. Podczas przypływu most jest 65,5 m ponad lustrem wody. Przy jego budowie pracowało ok. 5 tys. robotników, z czego 17 zginęło w trakcie prac. Z racji tego, że jest on w rejonie nękanym przez trzęsienia ziemi, ma specjalną konstrukcję, która potrafi wytrzymać trzęsienie o sile 8,5 stopnia w skali Richtera.

## Galeria

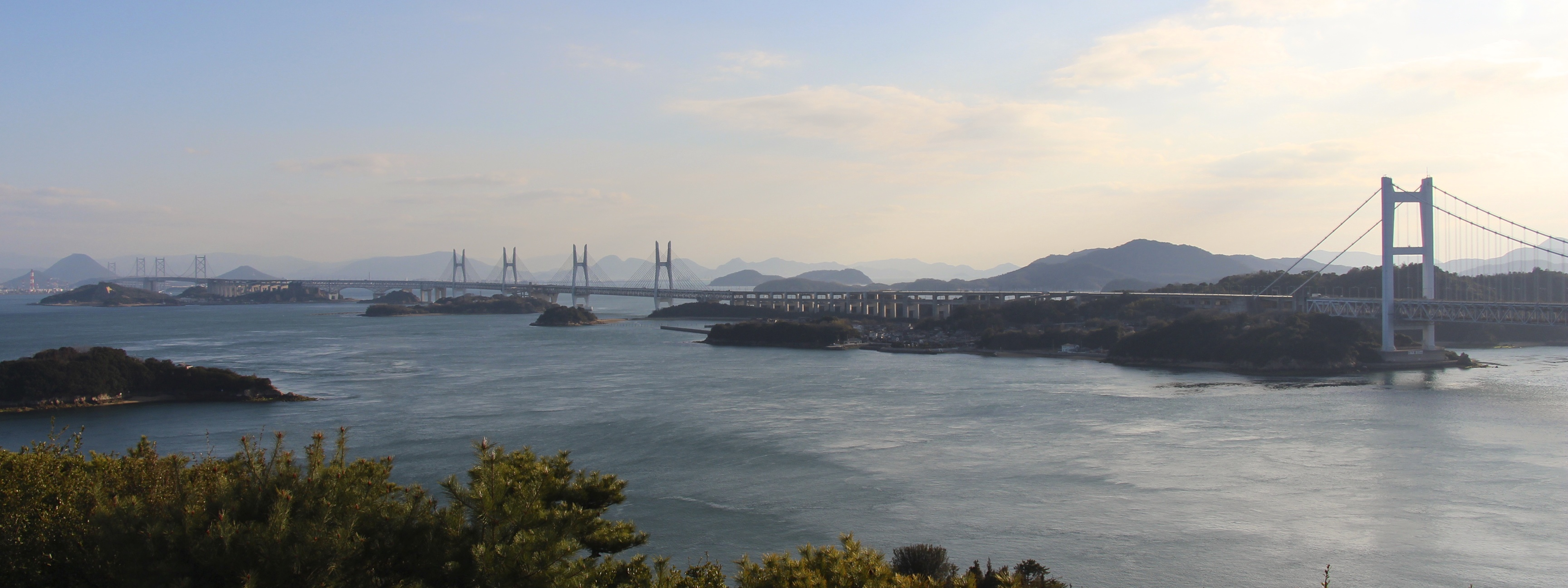
Panorama mostów